# Malajer på krigsstigen
Malajer på krigsstigen (originaltitel: Great Guns) är en amerikansk komedifilm med Helan och Halvan från 1941 regisserad av Montague Banks.

## Handling
Helan och Halvan går med i armén för att bli soldater. Deras insatser lever dock inte upp till andras förväntningar.

## Om filmen
Detta var den första film som Helan och Halvan producerade för Twentieth Century Fox, då duon vid denna tidpunkt hade lämnat Hal Roach.
Filmen är baserad på Abbott och Costellos film Kompaniets olycksfåglar som kom ut samma år som denna film.
Detaljer ur filmen är hämtade från duons tidigare filmer With Love and Hisses från 1927, Hem, kära hem från 1928 och The Noon Whistle från 1923 med Stan Laurel.
Filmen finns utgiven på DVD och Blu-ray.

## Rollista (i urval)
- Stan Laurel – Stan (Halvan)
- Oliver Hardy – Ollie (Helan)
- Sheila Ryan – Ginger Hammond
- Dick Nelson – Dan Forrester
- Edmund MacDonald – sergeant Hippo
- Charles Trowbridge – överste Ridley
- Ludwig Strössel – dr. Schickel
- Kane Richmond – kapten Baker
- Mae Marsh – Martha
- Ethel Griffiew – Agatha
- Paul Harvey – Taylor
- Charles Arnt – läkare
- Pierre Watkin – överste Wayburn
- Russel Hicks – general Burns
- Irving Bacon – brevbärare
- Chet Brandenburg – ny rekryt[3]